# Philodromus caffer
Philodromus caffer là một loài nhện trong họ Philodromidae.
Loài này thuộc chi Philodromus. Philodromus caffer được Embrik Strand miêu tả năm 1907.